# Discografia de Clarice Falcão
A discografia de Clarice Falcão, uma cantora brasileira, compreende quatro álbuns de estúdio e dois extended plays (EP) lançados em uma carreira iniciada em 2012. Foi indicada ao Grammy Latino na categoria Artista Revelação, em 2013.

## Álbuns

### Álbuns de estúdio
| Álbum        | Detalhes                                                                                             |
| ------------ | --- |
| Monomania    | - Lançamento: 30 de abril de 2013 - Formatos: CD, download digital - Gravadora: Sony                 |
| Problema Meu | - Lançamento: 19 de fevereiro de 2016 - Formatos: CD, download digital - Gravadora: Chevalier de Pas |
| Tem Conserto | - Lançamento: 13 de junho de 2019 - Formatos: CD, download digital - Gravadora: Chevalier de Pas     |
| Truque       | - Lançamento: 10 de agosto de 2023 - Formatos: CD, download digital - Gravadora: Chevalier de Pas    |

### Extended plays(EPs)
| Álbum          | Detalhes                                                                                     |
| -------------- | -------------------------------------------------------------------------------------------- |
| Clarice Falcão | - Lançamento: 13 de dezembro de 2012 - Formatos: EP, download digital - Gravadora: Sony      |
| Eu_Me_Lembro_  | - Lançamento: 20 de março de 2020 - Formatos: Download digital - Gravadora: Chevalier de Pas |

## Singles

### Como artista principal
| Título                                           | Ano  | Álbum                         |
| ------------------------------------------------ | ---- | ----------------------------- |
| "Monomania"                                      | 2012 | Monomania                     |
| "Oitavo Andar"                                   | 2012 | Monomania                     |
| "Eu Esqueci Você"                                | 2013 | Monomania                     |
| "Eu Me Lembro" (part. Silva)                     | 2013 | Monomania                     |
| "De Todos os Loucos do Mundo"                    | 2013 | Monomania                     |
| "Survivor"                                       | 2015 | Não adicionado a nenhum álbum |
| "Irônico"                                        | 2016 | Problema Meu                  |
| "Eu Escolhi Você"                                | 2016 | Problema Meu                  |
| "Bad Trip"                                       | 2018 | Não adicionado a nenhum álbum |
| "Minha Cabeça"                                   | 2019 | Tem Conserto                  |
| "Mal Pra Saúde"                                  | 2019 | Tem Conserto                  |
| "Esvaziou"                                       | 2019 | Tem Conserto                  |
| "Pra Ter o Que Fazer"                            | 2020 | Eu_Me_Lembro_                 |
| "O After do Fim do Mundo" (com Linn da Quebrada) | 2020 | Não adicionado a nenhum álbum |
| "Dia D"                                          | 2020 | Tem Conserto                  |
| "Mal Pra Saúde (GA31 Remix)"                     | 2021 | Não adicionado a nenhum álbum |
| "Chorar na Boate"                                | 2023 | Truque                        |
| "Ar da Sua Graça"                                | 2023 | Truque                        |

### Como artista convidada
| Título                                                | Ano  | Álbum                         |
| ----------------------------------------------------- | ---- | ----------------------------- |
| "Coisinha Estúpida" (com Kassin part. Clarice Falcão) | 2018 | Não adicionado a nenhum álbum |

## Outras aparições
| Título                               | Ano  | Outro(s) artista(s) | Álbum                   |
| ------------------------------------ | ---- | ------------------- | ----------------------- |
| "Para o Diabo os Conselhos de Vocês" | 2003 | Os Condenados       | Lisbela e o Prisioneiro |
| "Forever"                            | 2017 | Daniel Villares     | Catavento               |

## Videoclipes
| Título              | Ano  | Direção                      |
| ------------------- | ---- | ---------------------------- |
| "Monomania"         | 2012 | Ian SBF                      |
| "O que Eu Bebi"     | 2012 | Ian SBF                      |
| "Oitavo Andar"      | 2012 | Ian SBF                      |
| "Survivor"          | 2015 | Célio Porto e Clarice Falcão |
| "Irônico"           | 2016 | Clarice Falcão               |
| "Eu Escolhi Você"   | 2016 | Pablo Monaquezi              |
| "Coisinha Estúpida" | 2018 | Fábio Audi                   |
| "Minha Cabeça"      | 2019 | Lucas Cunha                  |